# Барроу (річка)
Барроу (Barrow, ірл. Abhainn na Bearú, An Bhearú [Ан-Вяру], Berba) — річка в Ірландії. Загальна довжина — 192 км (2-е місце в країні).
Річка бере свій початок в невисоких горах Слів Блум в графстві Ліїш і тече в південному напрямку через Уотерфорд, Кілкенні і Карлоу до Кельтського моря. Крім того, Барроу з'єднується Гранд-каналом з містом Ефі в графстві Кілдер.
Стародавня назва річки — Берба — пов'язана зі словом «кипіти» (berbaid). Барроу разом з річками Нор і Шур носять назву «Три сестри».